# 维勒韦拉克
维勒韦拉克（法語：Villeveyrac，法語發音：[vilveʁak]）是法国埃罗省的一个市镇，属于蒙彼利埃区。

## 地理
维勒韦拉克（43°30'4"N, 3°36'26"E）面积37.12 平方千米，位于法国奧克西塔尼大區埃罗省，该省份为法国南部沿海省份，南濒地中海，西南接奥德省，西北接塔恩省和阿韦龙省，东北与加尔省接壤。
与维勒韦拉克接壤的市镇（或旧市镇、城区）包括：欧姆拉斯、卢皮扬、梅兹、蒙塔尼亚克、蒙巴赞、普桑、圣帕瓜尔、圣庞斯德莫希安。

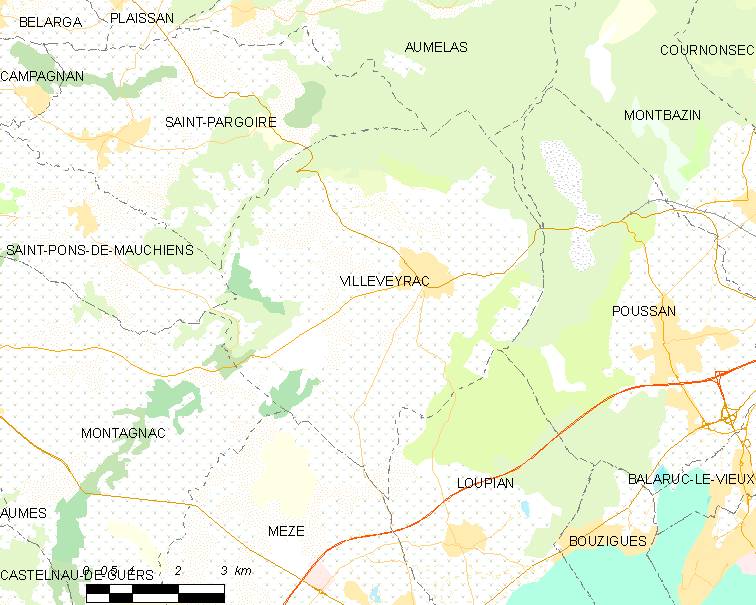
维勒韦拉克的OSM定位图

维勒韦拉克的时区为UTC+01:00、UTC+02:00（夏令时）。

## 行政
维勒韦拉克的邮政编码为34560，INSEE市镇编码为34341。

## 政治
维勒韦拉克所属的省级选区为梅兹县。

## 人口

1962-2008年间维勒韦拉克人口变化图示

维勒韦拉克于2022年1月1日时的人口数量为3953人。